# Wepener
Wepener este un oraș din Provincia Free State, Africa de Sud.